# Chauffeursdiploma (bus of vrachtauto)
Het Nederlandse chauffeursdiploma is in 2009 vervangen door het Europees vakbekwaamheidsdiploma, de zogenaamde code 95. De hiernavolgende tekst heeft betrekking op het stelsel van vóór 2009, hoewel de nieuwe normen vaak gelijkluidend zijn. 
In Nederland moet eenieder die een bus of een vrachtauto van een in Nederland gevestigde werkgever of eigenaar bestuurt, naast het rijbewijs C of D vaak ook in het bezit te zijn van het chauffeursdiploma. De verplichting dat diploma of een gewaarmerkt afschrift te kunnen tonen, is geregeld in art. 2.7.2. van het Arbeidstijdenbesluit Vervoer en heet officieel een door Onze Ministers erkend getuigschrift van vakbekwaamheid, waaruit blijkt dat de bestuurder met goed gevolg een opleiding voor bestuurder van een autobus, onderscheidenlijk van een vrachtauto, heeft gevolgd.
De bestuurder is verplicht dit diploma te hebben behaald als:
- deze voor zijn beroep rijdt;

Voor de bestuurder van een vrachtwagen geldt de verplichting uitsluitend, als hij of zij rijdt met een motorrijtuig of combinatie waarvan de toegestane maximummassa meer dan 7500 kilogram bedraagt.
Officieel heet dit diploma het CCV-B diploma Beroeps- en Eigen Goederenvervoer. 
Vrijgesteld zijn onder meer bestuurders:
- die minder dan 12 uur per week beroepsvervoer verrichten;
- die over een omwisselbaar buitenlands (groot) rijbewijs beschikken;
- bestuurders met leerproblemen; en
- bestuurders van voertuigen van bepaalde publieke diensten zoals rioleringsdiensten, de diensten van de water-, gas- en elektriciteitsvoorziening, de gemeentereiniging, de vuilnisophaling, en de telefoon, de post, de radio-omroep, de televisie.

Ook de bestuurder van een taxi is in Nederland verplicht het chauffeursdiploma te hebben. Elke taxichauffeur moet namelijk beschikken over een zogenaamde chauffeurspas, die door de inspectie van het ministerie van Verkeer- en Waterstaat uitsluitend wordt verstrekt aan iemand die over rijbewijs-B beschikt en het chauffeursdiploma kan tonen. 

## Certificaten

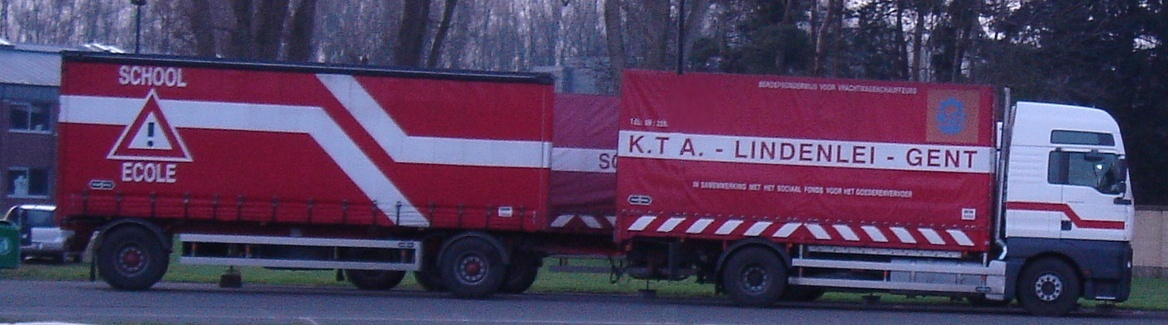
Rijlessen met de rijschool gebeuren met speciaal daarvoor ingerichte voertuigen. Op de afbeelding een oefenvoertuig: vrachtwagen plus aanhangwagen

Om in het bezit te komen van dit chauffeursdiploma moet de kandidaat vier certificaten behalen. Dit zijn de examens:
- Verkeer C (Vrachtwagen) of D (Autobus)
- Techniek CCV-B
- Administratie Goederenvervoer CCV-B (Vrachtwagen) of Administratie Beroepspersonenvervoer CCV-B (Autobus)
- Case-studie ( Code '95 )

### Theorie Verkeer
Vragen uit het theorie-examen voor het rijbewijs B van het type "U wilt hier keren, mag dat?" worden toegespitst op het vrachtverkeer. Zoals hoe men moet rijden met een aanhanger of oplegger, defensief rijgedrag, zuinig rijden en andere zaken. Om het examen te mogen doen, moet de kandidaat 18 jaar of ouder zijn. Het behaalde certificaat is twee jaar geldig.

### Theorie Techniek
Hier wordt de kandidaat geleerd hoe het motorische gedeelte van de vrachtwagen werkt. Het doel is dat men kleine reparaties aan de vrachtwagen zelf kan verhelpen en belangrijke informatie kan bieden bij het inschakelen van een hulpdienst. Om examen te mogen afleggen, moet de kandidaat minimaal In het bezit zijn van een geldig rijbewijs B. Het behaalde certificaat is twee jaar geldig.

### Theorie Administratie
In dit onderdeel van het CCV-B diploma wordt alles wat te maken heeft met de administratie als beroepsgoederenchauffeur aangeleerd. Hierbij valt te denken aan de administratie die men moet bijhouden, het rijtijdenbesluit, nationale- en internationale regelgeving en de vergunningen die men nodig heeft om beroepsgoederenvervoer te mogen verrichten. Om examen te mogen doen, moet de kandidaat een geldig rijbewijs B hebben. Het behaalde certificaat is twee jaar geldig.

## Verkrijgen van het diploma
Indien alle drie de examens binnen één jaar na aanvang van de cursus Chauffeursdiploma CCV-B behaald zijn, krijgt men automatisch het Chauffeursdiploma. 
De geldigheid van het deelcertificaat Techniek en Administratie is twee jaar, en voor Verkeer  (2) jaar. Er zijn verschillende mogelijkheden om het Chauffeursdiploma te halen. Zo kan een kandidaat er bijvoorbeeld voor kiezen om het diploma op een eigen tempo te behalen door zelfstudie middels een schriftelijke cursus bij bijvoorbeeld het LOI. Een andere optie is het volgen van de lessen bij de verkeersschool. Een combinatie van beide is ook mogelijk. Zo kan de kandidaat bijvoorbeeld administratie en verkeer schriftelijk volgen en techniek bij de verkeersschool.

## Geldigheid
Heeft een kandidaat het volledige chauffeursdiploma gehaald, maar is nog niet begonnen met lessen dan moet deze er rekening mee houden dat deze op het praktijkexamen alle drie de geldige certificaten toont aan de examinator. Het tonen van het volledige chauffeursdiploma is niet toegestaan! De certificaten techniek en administratie zijn twee jaar geldig, en verkeer een jaar. Is de kandidaat gezakt en een van de drie certificaten is bijna verlopen of kan de kandidaat pas op herexamen gaan nadat een van de certificaten is verlopen, dan dient deze voor dat onderdeel wat verlopen is opnieuw examen te doen, zodat men drie geldige certificaten kan tonen aan de examinator. Het chauffeursdiploma wordt pas geldig zodra de kandidaat het rijbewijs C of D heeft gehaald. Pas als de kandidaat het rijbewijs C of D heeft behaald, verkrijgt het chauffeursdiploma zijn levenslange geldigheid.

## Vakdiploma
Het CCV-B diploma Beroeps- en Eigen Goederenvervoer is een vakdiploma, en bedrijven (en ook particulieren) kunnen subsidies krijgen bij het volgen van de opleiding. Bovendien is de opleiding ook aftrekbaar bij de Belastingdienst, wat het volgen van de opleiding weer aantrekkelijk maakt voor particulieren die de opleiding geheel zelf moeten betalen.